# Nikita Zadorov
Nikita Zadorov (Moscú, Rusia, 16 de abril de 1995) es un jugador profesional ruso de hockey sobre hielo que se desempeña en la posición de defensor izquierdo en Boston Bruins, equipo de la National Hockey League (NHL).

## Carrera
Fue seleccionado en la primera ronda en la NHL Entry Draft de 2013. Hizo su debut en la NHL con el equipo Buffalo Sabres, en el cual jugó dos temporadas (2013-2015), después pasó por varios equipos, Colorado Avalanche (2015-2020), Chicago Blackhawks (2020-2021), Calgary Flames (2021-2023), Vancouver Canucks (2023-2024), y finalmente a Boston Bruins.